# Кежемский
Кежемский — посёлок в Братском районе Иркутской области

## География
Посёлок находится в 70 км от центра муниципального образования.

## Население
По данным Всероссийской переписи населения 2010 года население НП составило 1651 человек, из них 811
мужчин и 840 женщин

## Власть
Посёлок в административном плане относится к Кежемскому муниципальному образованию Братского района
Иркутской области